# Шейтель

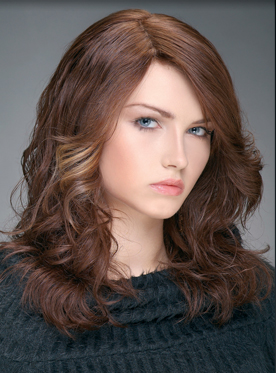
Шейтель на модели

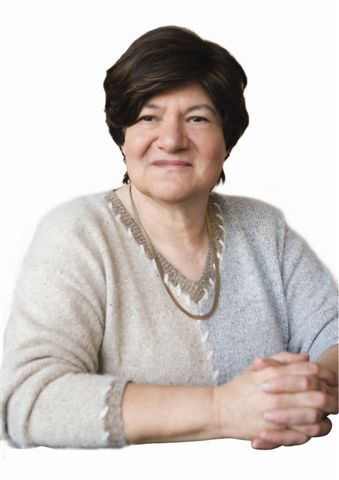
Депутатка Кнессета Цвия Гринфельд в шейтеле

Шейтель, шейтл (идиш שײטל) — парик из искусственных или натуральных волос, который носят многие замужние еврейки, принадлежащие к ортодоксальному иудаизму. Шейтель носят постоянно, вне зависимости от того, находится ли женщина одна, в компании других женщин или в смешанном мужском и женском обществе.

## История
В Библии нет упоминаний о париках, их ношение — минхаг, сложившаяся в общине традиция. Особые женские головные уборы, характерные только для евреек, появились в XVII столетии, разнились от региона к региону и в основном представляли собой чепцы. Парики из коричневого сатина распространились примерно в это же время, и мнения раввинов по вопросу их допустимости разделились.
Популярность париков продолжала расти в XVIII столетии, тогда парики носили многие богатые европейки, однако в следующем веке мода изменилась, и парик превратился в характерный элемент еврейского женского костюма. В середине XX века большинство евреек, за исключением пожилых приверженок ортодоксального иудаизма и ультраортодоксальных иудеек, перестали носить парики. В конце XX века шейтель снова вошел в моду, и его носит большинство ортодоксальных иудеек.
Шейтели из натуральных волос могут стоить очень дорого, несколько тысяч долларов. В 2004 году в США возник скандал, связанный с производством шейтелей из волос, собранных индуистскими храмами, в основном в храме Тирумалы Венкатешвары, в качестве пожертвований. Несколько видных раввинов, включая Йосефа Шалома, объявили, что использование таких париков нарушает заповедь о запрете идолопоклонства.
В 2016 году появился сайт ShayTell, аналог Yelp, собирающий отзывы на шейтели.

## Религиозный аспект
Большинство религиозных авторитетов, включая Маген Аврахама и Реме, разрешает парики, сделанные из искусственных волос или натуральных волос, не принадлежащих самой носящей. Если иудейка живёт в сообществе, где не принято носить парики, считается, что носить шейтель не следует.
Шейтель считают наилучшим способом покрытия головы любавичские хасиды. Замужним женщинам принято обривать голову и надевать парик в общинах сатмарских и сквирских хасидов. Некоторые общины требуют надевать на парик ещё и головной убор.
К теологам, выступающим против шейтелей, относятся Хатам Софер, Иссахар Эйленбург и сефардско-мизрахский религиозный лидер Овадья Йосеф. Шейтели, особенно сделанные из натуральных волос, считаются неприемлемыми в некоторых ветвях хасидизма.
В Израиле ортодоксальные иудейки обычно предпочитают парикам платки и другие головные уборы.

## Галерея

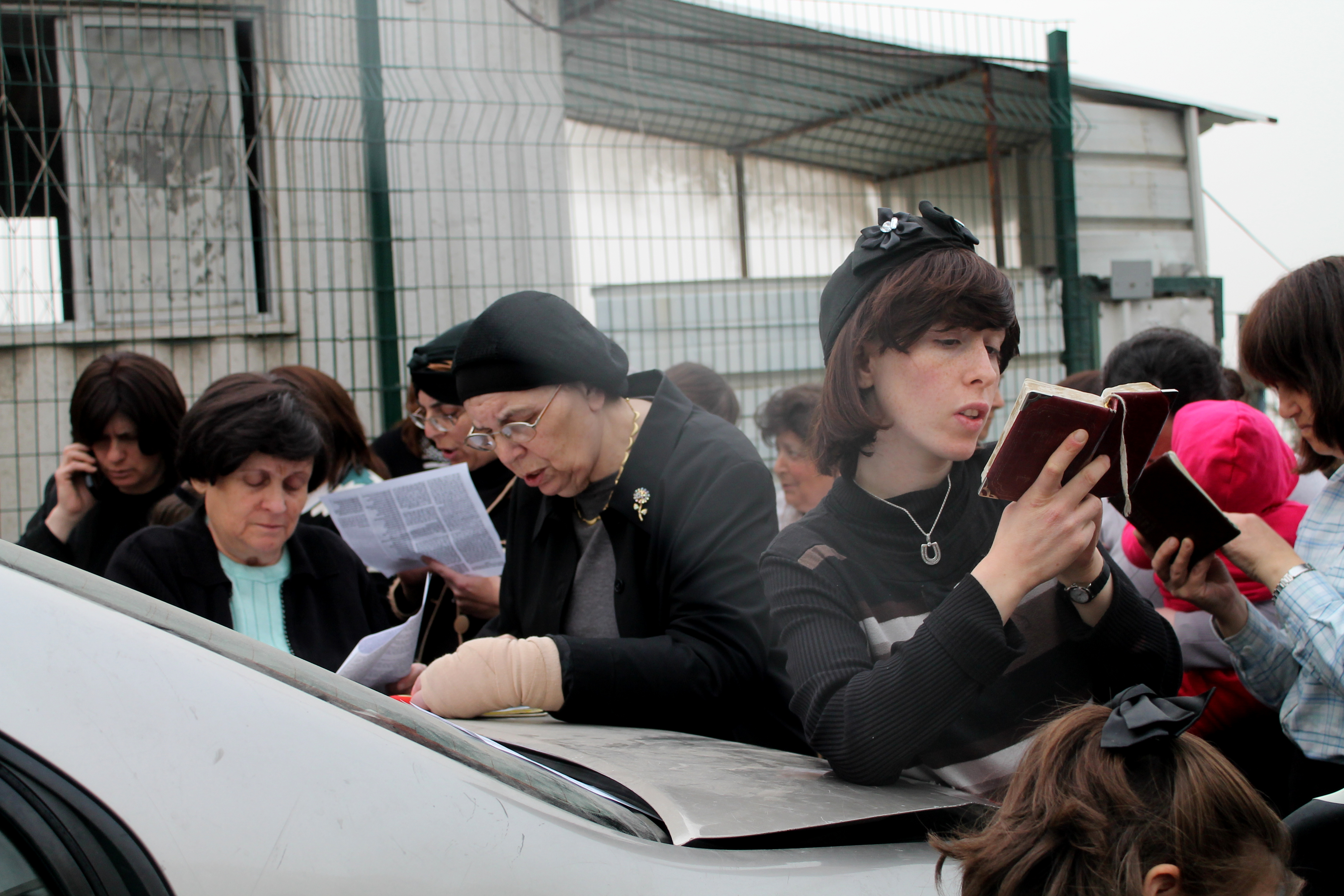
Ортодоксальные иудейки в париках и косынках
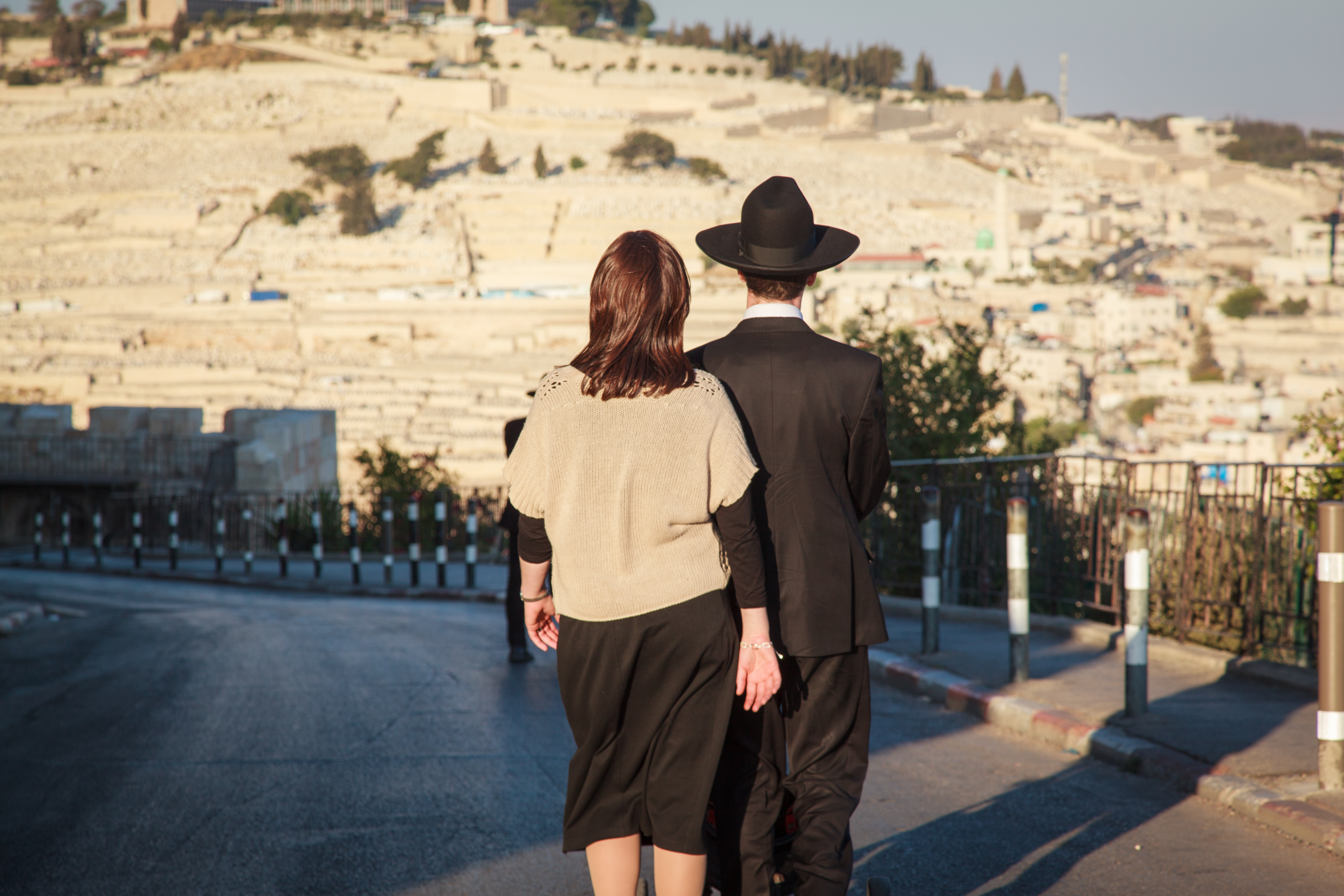
Еврейка в шейтеле, Иерусалим
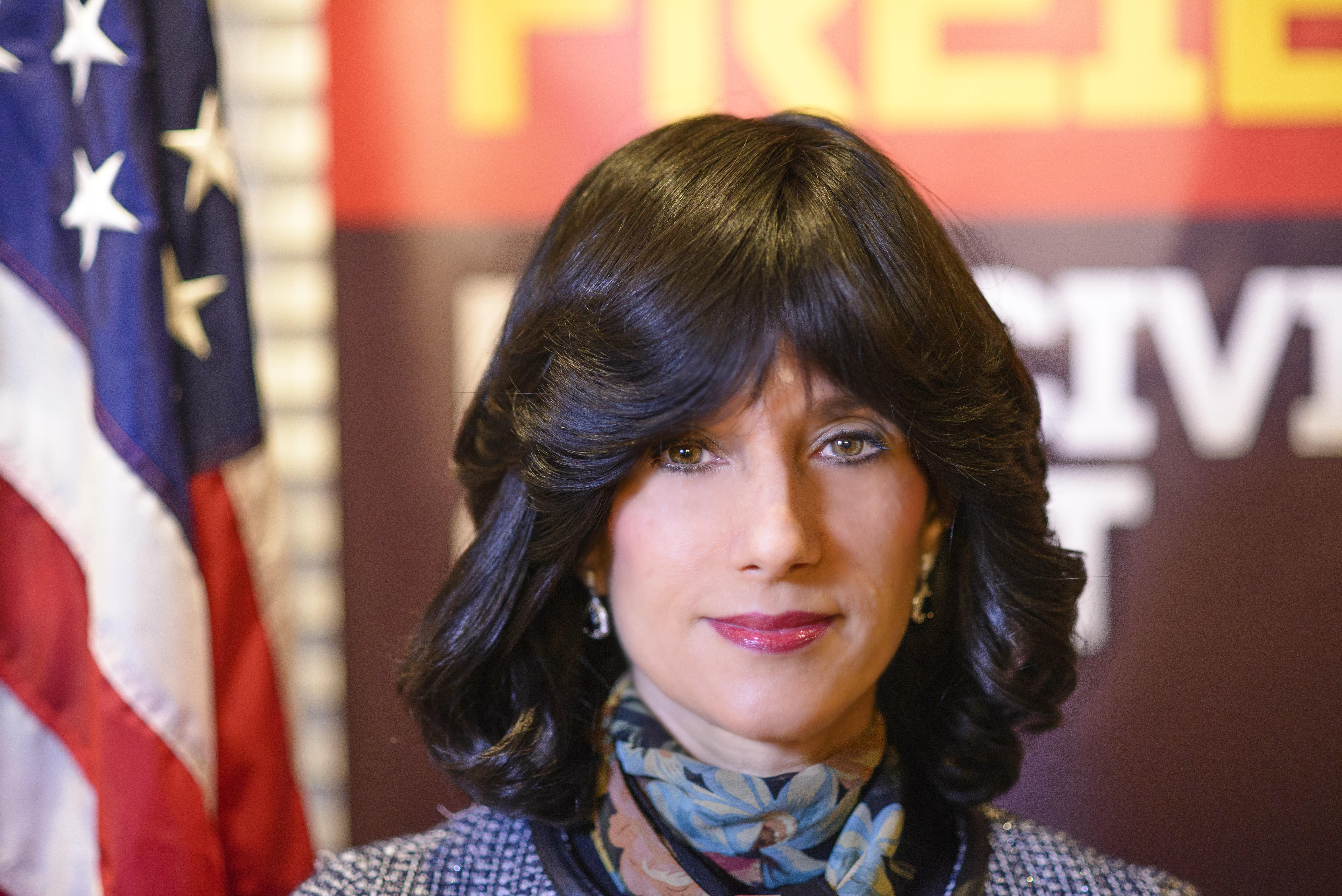
Рейчел Фрейер[англ.], судья Уголовного суда Нью-Йорка, первая хасидка, занявшая в США государственную должность